# Championnat d'Espagne de vitesse sur circuit - Tourisme
Le Championnat d'Espagne de vitesse sur circuit - Tourisme (ou Campeonato de España de Velocidad en circuito - Turismo) était un championnat espagnol de courses automobiles sur circuits réservé à des voitures de tourisme durant les années 1970.
Toutes les voitures de tourisme étaient admises, sans limitation à l'unique constructeur ibérique alors de grande série SEAT, bien que ce dernier fut majoritairement représenté durant les courses.
Lors des deux premières saisons, des courses de côte étaient également retenues pour le classement (Montserrat, Montseny, El Farell, Puig Major, Fito..). À partir de 1971 des épreuves d'autres pays furent aussi parfois admises (24 Heures de Spa, Zandvoort, Paul Ricard, Silverstone, Estoril, Albi, Mantorp Park, Salzbourg, Nogaro...). En 1974 un titre de Campeonato de España de Conductores commença à être donné au vainqueur final. 
De 1978 à 1981 le championnat fut réservé aux voitures de tourisme de fabrication nationale, et un titre tourisme de série fut également créé de la même façon.
De 1984 à 1987 il fut de seule appellation Production.
De 1995 à 1997 sa formule devint un championnat de Supertourisme, puis de Kit-Car en 1999 avant de disparaître.
En 2019, la RFEDA (Real federación española de automovilismo) relance le Championnat d'Espagne de Tourisme (Campeonato de España de Turismos, CET). En raison de la pandémie de Covid-19, la deuxième saison du nouveau CET est suspendue en septembre 2020. En 2021, un nouveau championnat de tourisme voit le jour en Espagne, le TCR Spain (es)-CEST.

## Palmarès
| Année | Champion                                                                 | Coupe constructeur |
| ----- | ------------------------------------------------------------------------ | ------------------ |
| 1969  | Jorge de Bagration (BMW 2002 et Porsche 911 de Escuderia Nacional CS)    | -                  |
| 1970  | Jorge Bäbler (BMW 2002 TI)                                               | -                  |
| 1971  | Alex Soler-Roig (Ford Capri RS 2600 de Ford Cologne)                     | -                  |
| 1972  | Alex Soler-Roig (Ford Capri RS 2600 de Ford Cologne)                     | -                  |
| 1973  | Jorge de Bagration (Ford Capri RS 2600 de Escuderia Nacional CS)         | -                  |
| 1974  | Francisco Torredemer (Ford Capri RS 2600 de Escuderia Tibidabo)          | -                  |
| 1975  | José Jaime Sanz de Madrid (Ford Escort RS 1600 de Castrol Team Zakspeed) | -                  |
| 1976  | Manuel Juncosa (Chrysler 2 litres)                                       | SEAT               |
| 1977  | Juan Carlos Oñoro (Chrysler 180)                                         | Chrysler           |
| 1978  | Hans "Hansi" Bäbler (Seat 124)                                           | Chrysler           |
| 1979  | Salvador Cañellas (Seat 124)                                             | SEAT               |
| 1980  | Carlos Martínez-Peñacoba (Ford Escort)                                   | SEAT               |
| 1981  | Santi Martin-Cantero (Seat 131)                                          | SEAT               |
| 1982  | Jorge de Bagration (Lancia Stratos)                                      | SEAT               |
| 1983  | Emilio de Villota (Ford Capri RS 3000)                                   | -                  |
| 1984  | Francisco Romeo (Volkswagen Golf GTi)                                    | Ford               |
| 1985  | Francisco Romeo (Volkswagen Golf GTi)                                    | -                  |
| 1986  | Jaime "Correcaminos" Sornosa (Renault 11 Turbo)                          | -                  |
| 1987  | Luis Miguel Arias (Volkswagen Golf GTi)                                  | -                  |
| 1988  | Luis Villamil (Alfa Romeo 33 et 75)                                      | Ford España        |
| 1989  | Luis López de la Cámara (Ford Sierra Cosworth)                           | -                  |
| 1990  | José Ángel "Sasi" Sasiambarrena (Ford Sierra Cosworth)                   | Citroën            |
| 1991  | Luis Pérez-Sala (Alfa Romeo 75 America)                                  | Citroën            |
| 1992  | Juan Ignacio Villacieros (BMW M3)                                        | BMW                |
| 1993  | Luis Pérez-Sala (Nissan Skyline GT-R)                                    | -                  |
| 1994  | Adrian Campos (Alfa Romeo 155 TS)                                        | -                  |
| 1995  | Luis Villamil (Alfa Romeo 155 TS)                                        | Alfa Romeo         |
| 1996  | Jordi Gené (Audi A4)                                                     | Audi               |
| 1997  | Fabrizio Giovanardi (Alfa Romeo 155 TS)                                  | Alfa Romeo         |
| 1998  | Alfredo Mostajo (Citroën ZX 16V et Kit-Car)                              | -                  |

## Remarque
Un Championnat d'Espagne de vitesse sur circuit - Grand Tourisme-Sport exista également durant cinq ans au début des années 1970, en utilisant le plus souvent des circuits européens: 
- 1970: Jorge de Bagration[25];
- 1971: José María Juncadella (2e de Bagration)[26];
- 1972: José María Juncadella[27];
- 1973: Jorge de Bagration[28];
- 1974: Jorge de Bagration[29].

(le championnat espagnol GT reprenant forme durant les années 2000)